# Helén Partos
Gun Helén Partos, född Hallbäck 1960 i Övertorneå i Finland, är en finlandsfödd svensk målare och skulptör. 
Helén Partos utbildade sig vid Örebro konstforum 1980-1982 och på Konstfack 1982-1987. Hon har gjort offentliga utsmyckningar för Åsenskolan i Kungshamn 2000, Stockholms tunnelbanas Nybodadepå 2002, Alby äng i Botkyrka kommun 2004, Karolinska universitetssjukhuset 2004 och kvarteret Grönsiskan i Kristineberg i Stockholm 2005. 
Helén Partos är gift med Christian Partos.